# Athena
Athena [Атэ́на] — (англ. «Афина») — турецкая (ска)панк-рок-группа. В настоящее время участниками коллектива являются Гёкхан Озогуз (Gökhan Özoğuz), Хакан Озогуз (Hakan Özoğuz), Озан Муслуоглу (Ozan Musluoğlu), Доач Титиз (Doğaç Titiz). В разное время в группе играли Тургай Гулайдын, Асрин Тунчер, Озан Карачуха и Чанай Ченген. В 2004 году Athena представляли Турцию на конкурсе песни Евровидение. В итоге, набрав 195 очков заняли 4 место.

## История
В 1987 году братья Хакан и Гёкхан Озогузы одиннадцати лет от роду начали брать уроки игры на гитаре у Юмита Йилбара, экс-гитариста группы Pentagram, после чего начали поиски басиста и барабанщика, заверших бы формирование группы. Первый серьёзный постоянный состав был сформирован в 1990 году. К братьям присоединились Тургай Гулайдын (ударные) и Асрин (бас).
Изначально они играли в стиле метал, но позже перешли к панку и ска. Долгое время группа довольствовалась концертной деятельностью, и для записи дебютного полнометражного альбома (Holigan) созрели только к 1998 году. Сначала было записано семитрековое демо — Punished Society (1993). Athena выступила на разогреве у гиганта трешевой музыки, немецкой группы Tankard во время концертов оной в Турции. Далее был записан первый трешевый альбом с названием One Last Breath (с англ. — «Последний вздох») (1993). Басист Асрин Тунчер покинул группу вскоре после записи — его место занял Озан Карачуха.
Лето 1994 года стало очень знаменательным периодом в истории группы, которая получила многочисленные предложения выступлений в стамбульских барах.
В 1997 году началась работа над новым альбомом — Holigan (с англ. — «Хулиган»). Многие лейблы отказались работать с альбомом, потому что музыка, исполняемая группой, была не особо знакома турецкой аудитории. Однако группе удалось заключить договор с компанией НР1, которая специализировалась на альтернативных проектах и альбом увидел свет весной 1998 года. Альбом пришёлся по вкусу турецким меломанам и раскупался очень хорошо. Особенно понравился публике заглавный трек Holigan, взятый на вооружение футбольными болельщиками всех возрастов. Вскоре после релиза в 1999 году коллектив совершил крупномасштабный национальный тур, одним из ярких моментов которого стало выступление музыкантов на разогреве у самих Rolling Stones.
Популярность группы резко пошла вверх, и в скором времени Athena стала одним из главных действующих лиц на гала-концерте, проходившем в первую ночь миллениума на площади Таксима в Стамбуле. Шоу транслировалось каналом NTV по всему миру, поэтому про коллектив теперь узнали и за пределами Турции.
Свой первый зарубежный выезд группа отметила в Кёльне, где выступила на Popkomm Festival вместе с Beastie Boys. Этот концерт транслировался ведущим немецким радиоканалом WDR.
Ещё в 1999 году произошёл разрыв с лейблом НР1 и следующий альбом — Tam Zamani Simdi был выпущен в ноябре 1999 года лейблом Universal Music. По этому альбому стало понятно, что группа окончательно пришла к своему собственному неповторимому звучанию и стилю. Сопровождавший альбом сингл Yasamak Var Ya стал настоящим хитом. В короткие сроки диск преодолел золотую отметку, а турне в его поддержку прошло с большим успехом. В Германии Athena дали три концерта с известной у себя на родине ска-группой The Fritz. По окончании гастролей музыканты записали песню Devam Bosver для сборника World of Ska Volume 11, вышедшего на старейшем европейском ска-лейбле Pork Pie Records.
Немного позже в карьере группы произошло ещё одно знаменательное событие. Athena написали гимн 12 Dev Adam (с тур. — «12 гигантов») специально для турецкой сборной по баскетболу — было решено, что никто не справится с написанием баскетбольного гимна лучше, чем они, и когда сборная на первенстве Европы заняла второе место, многие указали эту песню как один из главных факторов успеха спортсменов.
В конце 2001 года в составе группы произошли изменения — Озан Карачуха и Тургай Гулайдын покинули группу и в начале 2002 года их место заняли Чанай Ченген (бас) и Догач Титиз (ударные). В этом составе группа начала работу над новым альбомом.
В 2002 году вышел альбом Her Sey Yolunda (тур. «Все ОК»), принёсший группе два хита, Opucuk и Beyoglu. Обе песни были включены в сборник Asian Ska Compilation, распространявшийся в странах Азии.
Напряжённым для Athena выдался 2003 год. Пока шло турне в поддержку Her Sey Yolunda, музыканты организовали акции протеста против войны в Ираке и написали по этому поводу песню No Need to the War, а также приняли участие наряду с другими заметными музыкантами Турции в записи песни Savaşa hiç gerek yok (2003), также протестующей против иракской войны. Также коллектив появился в качестве гостя на большом танцевальном шоу, поставленном Бейханом Мерфи в Театре Оперы и Балета, а также выступил хедлайнером на фестивале H2000. Тем временем Чанай Ченген покинул коллектив и на его место пришёл новый басист — Озан Муслуоглу.
В январе 2004 Athena отыграли два успешных концерта в Голландии, а в мае того же года представили Турцию на конкурсе Евровидения, где исполнили нетрадиционную для этого мероприятия панк-композицию For Real.
К этому моменту европейская публика успела полюбить стамбульских музыкантов, поэтому диск «Us» был издан не только в Турции, но и в Германии. Группа теперь все больше и больше ориентировалась на еврорынок и в 2005 году записала полностью англоязычный альбом Athena (2005).

## Евровидение
В 2004 году Athena представляла Турцию на конкурсе песни Евровидение с песней For Real, проходивший в Стамбуле (Турция). На правах страны-хозяйки конкурса группа не участвовала в полуфинале, а сразу попала в финал, где, набрав 195 очков заняла 4 место.

### Национальный отбор
На телевизионном финале, который прошёл 24 января 2004 года группа исполнила 3 песни. Канал ТРТ подчеркнул, что предпочтение было отдано песням на английском языке, хотя до этого момента все альбомы группы были записаны на турецком. Окончательный выбор победившей песни был сделан телезрителями.
| Песня                 | Проценты | Место |
| --------------------- | -------- | ----- |
| For Real              | 79 %     | 1     |
| Easy Man              | 11 %     | 2     |
| I Love Mud On My Face | 10 %     | 3     |

## Состав

### Участники
- Гёкхан Озогуз (вокал)
- Хакан Озогуз (гитара)
- Озан Муслуоглу (бас)
- Догач Титиз (ударные)

### Бывшие участники
- Тургай Гулайдын (ударные)
- Асрин Тунчер (бас)
- Озан Карачуха (бас)
- Чанай Ченген (бас)

## Дискография
- One Last Breath (1993)
- Holigan (1998)
- Tam Zamanı Şimdi (2000)
- Mehteran Şeferi (2001)
- Herşey Yolunda (2002)
- For Real (Maxi CD) (2004)
- US (2004)
- Athena (2005)
- İT (2006)
- Fenerbahçe 100. Yıl (100 şerefli yıl) (2007)
- Pis (2010)
- Ben Böyleyim